# マグナムTA
マグナムTA（Magnum T.A.）のリングネームで知られるテリー・アレン（Terry Wayne Allen、1959年6月11日 - ）は、アメリカ合衆国の元プロレスラー。バージニア州チェサピーク出身。
1980年代中盤のNWAミッドアトランティック地区において、"American Heart Throb" のニックネームを持つベビーフェイスとして活躍。次期NWA世界ヘビー級王者の有力候補といわれ、当時WWFとの興行戦争を繰り広げていたNWAの切り札とされていたが、1986年10月に交通事故に見舞われ、キャリア途中での引退を余儀なくされた。日本でも「まだ見ぬ強豪」として来日が期待されたが、引退により実現できなかった。

## 来歴
バージニア州ノーフォークのオールド・ドミニオン大学にてレスリングの選手として活動後、1980年にデビュー（プロ転向にあたっては、ルー・テーズからスカウトがあったともされる）。本名のテリー・アレン名義で太平洋岸北西部のパシフィック・ノースウエスト・レスリングやテキサス州サンアントニオのサウスウエスト・チャンピオンシップ・レスリングなどをジョブ・ボーイとして転戦し、ジン・キニスキーやスタン・スタージャックなどの元世界王者とも対戦してキャリアを積んだ。
1982年より、エディ・グラハムが主宰していたフロリダのCWFに参戦。前座試合やTVテーピング番組のジョバーを経て、スコット・マギーとタッグチームを組み、1983年1月18日にドン・ケント&ジョニー・ヘファーナンのファビュラス・カンガルーズからNWAグローバル・タッグ王座を奪取する。以降もミッドナイト・ライダーことダスティ・ローデスやブラッド・アームストロングをパートナーに、カンガルーズやボビー・ダンカン&アンジェロ・モスカなどのチームと同タッグ王座を争った。なお、フロリダでは海外修行時代の大仁田厚や渕正信、谷津嘉章とも対戦している。
その後、ビル・ワットが主宰していたミッドサウス地区のMSWAに進出して、当時CBSで放送されていたテレビドラマ『マグナムPI』（Magnum, P.I.）主演のトム・セレックに風貌が似ていたことから、テリー・アレンのイニシャルを冠したマグナムTAにリングネームを変更。このネーミングは、アンドレ・ザ・ジャイアントによるものだという。以降、1983年7月13日にジム・ドゥガンと組んでテッド・デビアス&ミスター・オリンピアからミッドサウス・タッグ王座を奪取。シングルでは同年10月12日にブッチ・リード、翌1984年5月13日にミスター・レスリング2号をそれぞれ破り、MSWAのフラッグシップ・タイトルだった北米ヘビー級王座を2回獲得。テキサス州ダラスのWCCWのリングにも上がり、ミッシング・リンク、アーニー・ラッド、キラー・カーンらと対戦した。
1984年末にジム・クロケット・プロモーションズと契約して、ジム・クロケット・ジュニア主宰のNWAミッドアトランティック地区（MACW）に参戦。フロリダ時代から彼の才能に目をかけていたダスティ・ローデスのプッシュを受け、カリーム・モハメッド、スーパー・デストロイヤー、ロン・バス、ブラック・バートなどのヒール勢を相手に勝利を重ね、ハーリー・レイスからも反則勝ちを収めた。1985年3月23日には、当時ヒールのポジションにいたワフー・マクダニエルをスチール・ケージ・マッチで破り、USヘビー級王座を獲得。その後、7月21日にタリー・ブランチャードに破れて王座を失うも、11月28日開催の『スターケード』でのブランチャードとのアイ・クイット・マッチを制し、タイトル奪還に成功した。

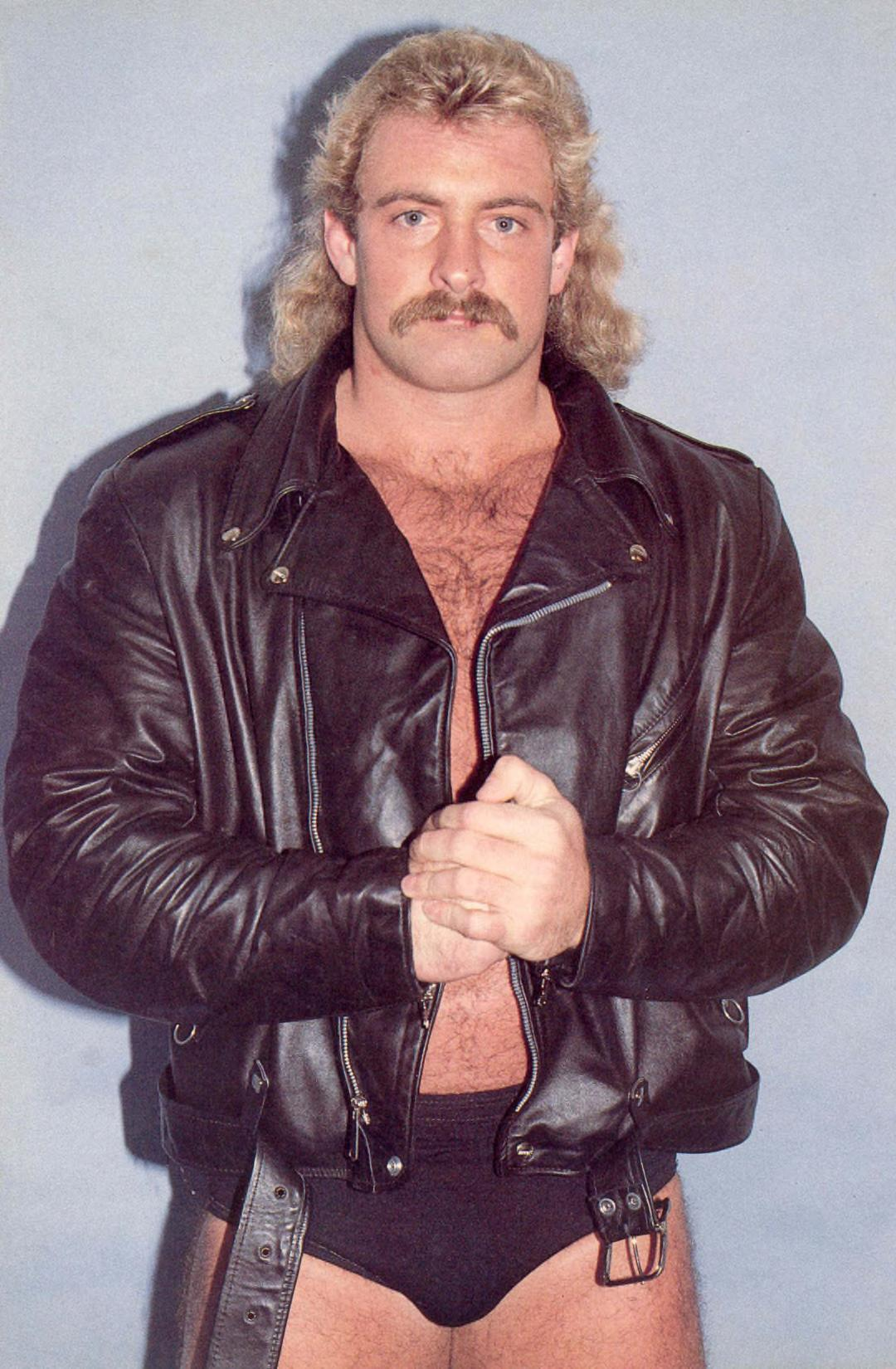
1985年

翌1986年もMACWのスター選手として活躍し、リック・フレアーが保持していたNWA世界ヘビー級王座にも再三挑戦。4月19日に開催されたタッグチーム・トーナメント "Crockett Cup" にはロニー・ガービンと組んで出場、バズ・ソイヤー&リック・スタイナー、アメリカ遠征中だったジャイアント馬場&タイガーマスクなどのチームを破って勝ち進み、決勝でロード・ウォリアーズに敗退するも準優勝の戦績を残した。同年はMACWのトップ・ヒールだったニキタ・コロフと抗争を繰り広げ、US王座を巡る両者の7番勝負はMACWのドル箱カードとなったが、1986年10月14日、ジム・ガービンとの試合を終えての会場からの帰路、雨天でのポルシェ運転中にスリップ事故を起こし、椎骨損傷の重傷を負いレスラー生命を断たれた。
一時は再歩行も不可能とされたが、1987年にMACWのコメンテーターやインタビュアーとして松葉杖をつきながら現場復帰を果たし、ベビーフェイスに転向した旧敵ニキタ・コロフとダスティ・ローデスのタッグチーム、スーパーパワーズのマネージャーも担当した。1988年11月のテッド・ターナーのMACW買収後も、1990年代初頭までブッカーとしてWCWに在籍していた。
1995年5月20日にはジム・コルネットが主宰していたスモーキー・マウンテン・レスリングのイベント "Carolina Memories" に、ミスター・レスリング、エイブ・ジェイコブズ、ネルソン・ロイヤル、ジョニー・ウィーバー、スウェード・ハンセンらと共に、ミッドアトランティックのレジェンドとして登場した。その後はプロレス業界から離れていたが、2005年にミッドアトランティック・エリアのインディー団体に姿を見せ、11月19日に行われたリユニオン・イベント "Tribute to Starrcade" では、ダスティ・ローデス対タリー・ブランチャードのレジェンド・マッチにおいてローデスのセコンド役を務めた。2007年6月24日に開催されたWWEのPPV『WWEヴェンジェンス "ナイト・オブ・チャンピオンズ"』では、MVP対リック・フレアーのUS王座戦の試合前、元チャンピオンとして観客に紹介された。

## 得意技
- ベリー・トゥー・ベリー
- ブレーンバスター
- ドロップキック
- クロス・ボディ

## 獲得タイトル
チャンピオンシップ・レスリング・フロム・フロリダ
- NWAフロリダ・グローバル・タッグ王座：5回（w / スコット・マギー×3、ミッドナイト・ライダー、ブラッド・アームストロング）[7]

ミッドサウス・レスリング・アソシエーション
- ミッドサウス北米ヘビー級王座：2回[11]
- ミッドサウス・タッグ王座：2回（w / ジム・ドゥガン、ミスター・レスリング2号）[10]

ミッドアトランティック・チャンピオンシップ・レスリング
- NWA USヘビー級王座：2回[14]